# 玉坪駅
玉坪駅（オクピョンえき、옥평역）は、朝鮮民主主義人民共和国（北朝鮮）江原道文川市に位置する朝鮮民主主義人民共和国鉄道省江原線および文川港線の駅である。

## 歴史
- 1915年8月1日：文川駅として開業[1]。
- 日時不明：玉坪駅に改称。